# Вобаш (Индијана)
Вобаш (енгл. Wabash) град је у америчкој савезној држави Индијана.

## Демографија
По попису из 2010. године број становника је 10.666, што је 1.077 (-9,2%) становника мање него 2000. године.
| Група             | 2000.          | 2010.          |
| Белци             | 11.254 (95,8%) | 10.142 (95,1%) |
| Афроамериканци    | 44 (0,4%)      | 45 (0,4%)      |
| Азијати           | 60 (0,5%)      | 52 (0,5%)      |
| Хиспаноамериканци | 172 (1,5%)     | 208 (2,0%)     |
| Укупно            | 11.743         | 10.666         |